# Meansville
Meansville es una ciudad ubicada en el condado de Pike en el estado estadounidense de Georgia. En el año 2000 tenía una población de 192 habitantes.

## Geografía
Meansville se encuentra ubicada en las coordenadas 33°3′0″N 84°18′35″O / 33.05000, -84.30972 (33.050024, -84.309706).
Según la Oficina del Censo, la localidad tiene un área total de 1,4 km² (0,5 mi²), de la cual 1,4 km² (0,5 mi²) es tierra y 0 km² (0 mi²) (0.00%) es agua.

## Demografía
Según la Oficina del Censo en 2000 los ingresos medios por hogar en la localidad eran de $33,125, y los ingresos medios por familia eran $38,750. Los hombres tenían unos ingresos medios de $26,875 frente a los $21,406 para las mujeres. La renta per cápita para la localidad era de $16,908. 